# Sarcofagus
Sarcofargus war eine finnische Heavy-Metal-Band. Sie wurde 1977 gegründet und veröffentlichte 1980 zwei Alben über JP-Musiikki. Wiederveröffentlichungen gab es u. a. bei Svart Records und Nuclear War Now! Productions.
Nach einer längeren Pause folgten ab 2007 weitere Tonträger, insbesondere als Selbstveröffentlichung.
Zum Jahresende 2020 teilte Bandgründer Kimmo Kuusniemi mit, dass sich die Band endgültig aufgelöst habe.

## Diskografie
- 1979: Go to Hell / All Those Lies (EP, JP-Musiikki)
- 1980: Cycle of Life (u. a. JP-Musiikki, Poptori, Svart Records)
- 1980: Envoy of Death (u. a. JP-Musiikki, Poptori, Svart Records, Nuclear War Now! Productions)
- 2007: Core Values (Selbstveröffentlichung)
- 2008: Live in Studio 1979 (Selbstveröffentlichung, Svart Records)
- 2009: Anthology 1979-1982 (Rocket Records)
- 2016: Back from the Valley of the Kings (Selbstveröffentlichung)
- 2021: Absence of Light (EP, Old Skull Productions)